# Diesbachia hellotis
Diesbachia hellotis är en insektsart som först beskrevs av John Obadiah Westwood 1859.  Diesbachia hellotis ingår i släktet Diesbachia och familjen Diapheromeridae. Inga underarter finns listade i Catalogue of Life.